# Граф Бриджуотер

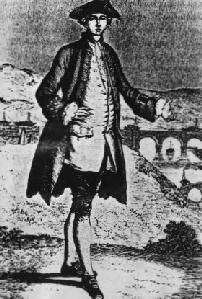
Скруп Эгертон, 1-й герцог Бриджуотер (1681—1744)

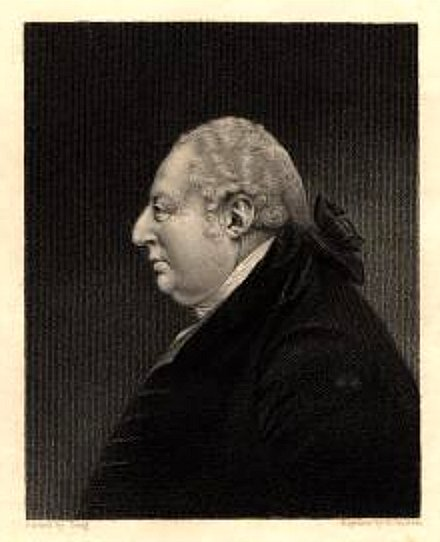
Фрэнсис Эгертон, 3-й герцог Бриджуотер (1736—1803)

Граф Бриджуотер — аристократический титул, созданный дважды в пэрстве Англии. С 1720 по 1803 год графы Бриджуотер также носили титул герцогов Бриджуотер. Фрэнсис Эгертон, 3-й герцог Бриджуотер (1736—1803), стал известен как «Герцог канала» за его участие в создании ряда каналов на северо-западе Англии.

## История

Герб баронов Добене

В 1538 году Генрих Добене, 9-й лорд Добене получил титул 1-го графа Бриджуотера. Род Добене вел происхождении от Элиаса Добене, который в 1295 году получил от грамоту на наследственный титул лорда Добене. 8-й лорд Добене в 1486 году стал бароном Добене, а в 1487 году он стал кавалером Ордена Подвязки. В 1548 году после смерти 1-го графа Бриджуотера все эти титулы угасли.

Герб Эгертонов

В 1617 году титул графа Бриджуотера был вторично создан для Джона Эгертона, барона Элсмира и виконта Брэкли (1579—1649), который владел имениями в окрестностях города Бриджуотера в графстве Сомерсет. Род Эгертонов произошел от сэра Ричарда Эгертона из Ридли (графство Чешир), внебрачным сыном которого был сэр Томас Эгертон (1540—1617), лорд-хранитель большой печати (1593—1603) и лорд-канцлер Англии (1603—1617). Томас Эгертон в 1594 году стал кавалером Ордена Подвязки и членом Тайного совета (1596). В 1603 году он стал пэром Англии в качестве барона Элсмира в графстве Шропшир, а в 1616 году — виконт Брэкли. В 1598 году Томас Эгертон унаследовал поместье Таттон в Чешире от своего зятя Ричарда Бреретона. Ему наследовал сын Джон Эгертон (1579—1649), 2-й виконт Брэкли, который был депутатом Палаты общин и служил лордом-лейтенантом в нескольких графствах Уэльса и Западной Англии. В 1617 году Джон Эгертон получил титул 1-го графа Бриджуотера (пэр Англии).
Ему наследовал в 1649 году сын Джон Эгертон, 2-й граф Бриджуотер (1623—1686). Он был лордом-лейтенантом Бакингемшира, Ланкашира, Чешира и Херефордшира. После его смерти титул унаследовал старший сын Джон Эгертон, 3-й граф Бриджуотер (1646—1701). Он был политиком от партии вигов, первым лордом торговли (1695—1699) и первым лордом Адмиралтейства (1699—1701). Его старший сын от первого брака, Джон Эгертон, скончался в младенчестве, а двое сыновей от второго брака, Чарльз Эгертон, виконт Брэкли, и Томас Эгертон, погибли в 1687 году во время пожара, который уничтожил Бриджуотер-хаус в Лондоне. В 1701 году ему наследовал третий сын от второго брака, Скруп Эгертон, 4-й граф Бриджуотер (1681—1744). Он занимал пост лорда-лейтенанта Бакингемшира, а также различные должности при королевском дворе. В 1720 году он получил титул маркиза Брэкли в графстве Нортгемптон и герцога Бриджуотер в графстве Сомерсет. Оба титула являлись пэрствами Великобритании.
1-й герцог Бриджуотер пережил двух своих старших сыновей, ему наследовал его выживший сын от второго брака, 2-й герцог Бриджуотер (1727—1748). Он скончался от лихорадки в раннем возрасте. В 1748 году после его смерти титул был передан его младшему брату Фрэнсису Эгертону, 3-му герцогу Бриджуотеру (1736—1803). Он был известен строительством Бриджуотер-канала в 1761 году. Он никогда не был женат и после его смерти в 1803 году титулы маркиза и герцога Бриджуотера угасли. Титул графа Бриджуотера унаследовал его двоюродный дядя Джон Уильям Эгертон (1753—1823). Он был сыном преподобного Джона Эгертона, епископа Даремского, и внуком Генри Эгертона, епископа Херефорда, младшего сына Джона Эгертона, 3-го графа Бриджуотера. Лорд Бриджуотер был генералом британской армии и депутатом Палаты общин от партии тори. Он был бездетным и после его смерти в 1823 году титул перешел к его младшему брату Фрэнсису Генри Эгертону, 8-му графу Бриджуотеру (1756—1829). Он был известен как покровитель науки. Лорд Бриджуотер не был женат и после его смерти в 1829 году его титул пресекся.

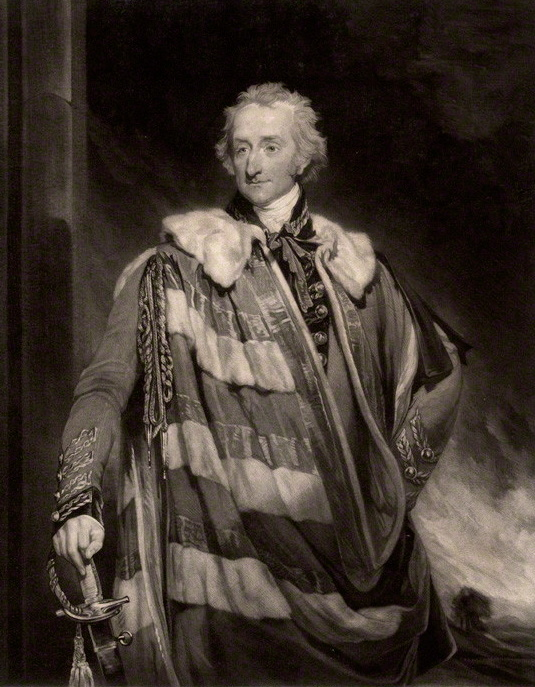
Джон Уильям Эгертон, 7-й граф Бриджуотер (1753—1823)

Леди Эмели Эгертон (17851-1809), сестра 7-го и 8-го графа Бриджуотер, стала женой сэра Абрахама Хьюма, 2-го баронета (1749—1838). Их дочь София Хьюм вышла замуж за Джона Каста, 1-го графа Браунлоу (1779—1853). Их внук Джон Уильям Спенсер Браунлоу Эгертон-Каст, 2-й граф Браунлоу (1842—1867) принял дополнительную фамилию «Эгертон» и после длительной судебной тяжбы унаследовал имения графов Бриджуотер. Леди Луиза Эгертон (1723—1761), дочь 1-го герцога Бриджуотера, стала женой Гренвиля Левесона-Гоуэра, 1-го маркиза Стаффорда (1721—1803). Их сын Джордж Левесон-Гоуэр, 2-й маркиз Стаффорд (1758—1833) в 1833 году получил титул 1-го герцога Сазерленда. Его второй сын лорд Фрэнсис Левесон-Гоуэр (1800—1857) получил королевское разрешение на перемену фамилии на «Эгертон». В 1846 году для него были созданы титулы виконта Брэкли и графа Элсмира. Томас Эгертон из Таттон Парка в Чешире был младшим сыном 2-го графа Бриджуотера и дедом Эстер Эгертон (ум. 1780). Она вышла замуж за Уильяма Таттона. В 1780 году они получили королевское разрешение на смену фамилию с Таттон на Эгертон. Их правнук Уильям Таттон Эгертон (1806—1883) в 1859 году получил титул 1-го барона Эгертона.

## Лорды Добене (1295)
- Элиас Добене, 1-й лорд Добене (1264—1305)
- Ральф Добене, 2-й лорд Добене (1305 — ок. 1342)
- Жиль Добене, 3-й лорд Добене (ум. 1386)
- Жиль Добене, 4-й лорд Добене (1371—1403)
- Джон Добене, 5-й лорд Добене (1394—1409)
- Жиль Добене, 6-й лорд Добене (1393—1446)
- Уильям Добене, 7-й лорд Добене (1424—1461)
- Жиль Добене, 8-й лорд Добене (1451—1508), старший сын Уильяма Добене, 7-го лорда Добене, 1-й барон Добене
- Генри Добене, 9-й лорд Добене (1494—1548), сын Жиля Добене, 8-го лорда Добене, 2-й барон Добене, с 1538 года — граф Бриджуотер

## Графы Бриджуотер, первая креация (1538)
- 1538—1548: Генри Добене, 1-й граф Бриджуотер (1493—1548), 9-й лорд Добене и 2-й барон Добене, сын и преемник Жиля Добене, 8-го лорда Добене

## Виконты Брэкли (1616)
- 1616—1617: Томас Эгертон, 1-й виконт Брэкли (1540—1617), внебрачный сын сэра Ричарда Эгертона и Элис Спаркс
- 1617—1649: Джон Эгертон, 2-й виконт Брэкли (1579—1649), второй сын Томаса Эгертона, 1-го виконта Брэкли, 1617 года — граф Бриджуотер

## Графы Бриджуотер, вторая креация (1617)
- 1617—1649: Джон Эгертон, 1-й граф Бриджуотер (1579—1649), второй сын Томаса Эгертона, 1-го виконта Брэкли
  - Джеймс Эджертон, виконт Брэкли (1616—1620), старший сын 1-го графа
  - Чарльз Эгертон, виконт Брэкли (ок. 1617—1623), второй сын 1-го графа
- 1649—1686: Джон Эгертон, 2-й граф Бриджуотер (1623—1686), младший (третий) сын 1-го графа Бриджуотера
- 1686—1701: Джон Эгертон, 3-й граф Бриджуотер (1646—1701), старший сын 2-го графа Бриджуотера
  - Джон Эгертон (1669—1670), единственный сын 3-го графа от первого брака
  - Чарльз Эгертон, виконт Брэкли (1675—1687), старший сын 3-го графа от второго брака
- 1701—1745: Скруп Эгертон, 4-й граф Бриджуотер (1681—1745), сын Джона Эгертона, 3-го графа Бриджуотера, с 1720 года — герцог Бриджуотер

## Герцоги Бриджуотер (1720)
- 1720—1745: Скруп Эгертон, 1-й герцог Бриджуотер, 4-й граф Бриджуотер (1681—1745), третий сын Джона Эгертона, 3-го графа Бриджуотера
  - Джон Эгертон, виконт Брэкли (1704—1719), старший сын 1-го герцога от первого брака с леди Элизабет Черчилль
  - Чарльз Эгертон, маркиз Бракли (1725—1731), старший сын 1-го герцога от второго брака с леди Рэйчел Рассел
- 1745—1748: Джон Эгертон, 2-й герцог Бриджуотер, 5-й граф Бриджуотер (1727—1748), второй сын 1-го герцога от второго брака с леди Рэйчел Рассел
- 1748—1803: Фрэнсис Эгертон, 3-й герцог Бриджуотер, 6-й граф Бриджуотер (1736—1803), младший (четвертый) сын 1-го герцога от второго брака с Рэйчел Рассел

## Графы Бриджуотер, вторая креация (1617)
- 1803—1823: Джон Уильям Эгертон, 7-й граф Бриджуотер (1753—1823), старший сын Джона Эгертона (1721—1787), епископа Даремского, внук Генри Эгертона (ум. 1746), епископа Херефорда, и правнук Джона Эгертона, 3-го графа Бриджуотера
- 1823—1828: Фрэнсис Генри Эгертон, 8-й граф Бриджуотер (1756—1829), младший сын Джона Эгертона (1721—1787), епископа Даремского, внук Генри Эгертона (ум. 1746), епископа Херефорда, и правнук Джона Эгертона, 3-го графа Бриджуотера.